# Александар Милошевић
Александар М. Милошевић (Сараново, 28. јун 1910 — Торонто, 31. октобар 2009) је био артиљеријски мајор Југословенске војске, командант Другог шумадијског корпуса и Западно-моравске групе корпуса Југословенске војске у Отаџбини. Као политички емигрант је био кратко активан у Српској народној одбрани, а затим је био члан Епархијског савета Епархије за Америку и Канаду. Један је од ретких високих команданата Југословенске војске у Отаџбини који никада није оптужен нити за сарадњу за окупатором, нити за неки ратни злочин.

## Биографија

### Образовање
Рођен је на Видовдан 28. јун 1910. године у шумадијском селу Сараново код Раче, срез лепенички. Деда му је био учесник Српско-бугарског рата 1885. године, а отац се борио у Балканским ратовима и Првом светском рату.
Основну школу је завршио у Наталинцима, а потом и Прву мушку гимназију у Крагујевцу. Након завршене гимназије, уписао се у 57. класу Ниже школе Војне академије у Београду, коју завршава 1932. године као један од десет посто најбољих питомаца. Добио је артиљеријску службу као водник треће батерије другог дивизиона коњичке артиљерије у Смедеревској Паланци. Већ 1933. године је прекомандован у Ниш и ту остаје са службом до 1937. године. Током службе у Нишу је завршио и војни топографски курс, од марта до септембра 1936. године.
Од 1. октобра 1937. године, постаје питомац 39. класе Више школе Војне академије. Службовао је у Призрену од септембра 1939. године на месту командира друге батерије 28. артиљеријског пука Југословенске војске, где дочекује Априлском рату 1941. године.
До рата је два пута одликован Медаљом за војничке врлине, 1936. и 1940. године. У чин капетана друге класе је унапређен 1. октобра 1940. године.

### Други светски рат

#### Априлски рат и устанак у Србији
У Априлском рату 1941. године, капетан Милошевић је командовао батеријом 31. артиљеријског пука који је извео офанзиву на италијанске снаге у Албанији и долази до града Кукеш. Добио је наређење да се врати у Призрен, где води борбе и са немачким снагама. Одмах по капитулацији одлази и нишко село Горњи Матејевац и тамо почиње да окупља официре и војнике који су избегли заробљеништво.
Пуковнику Драгољубу Михаиловићу се придружио 30. јула на Равној гори. Одређен је за опуномоћеника за родни лепеначки срез, па почиње да обилази села и прикупља добровољце. На Букуљи је 24. августа присуствовао сабору четничких војвода који је одржао Коста Миловановић Пећанац, о чему је већ 6. септембра известио пуковника Михаиловића и заједно су се сложили да са њим није могућа сарадња.
Капетан Милошевић је 18. септембра изабран за команданта Лепеничког четничког одреда. Док је још постојала сарадња четника и партизана, дана 12. октобра 1941. године, партизани су у Саранову на препад разоружали четнички одред, а официре укључујући и Михаиловића одвели заробљене у Чачак и затим Ужице, одакле је успео да побегне 28. новембра. Пробио се 4. децембра до Михаиловића на Равну гору и добио је нова наређења.

#### Ратни пут
Зиму 1942. године је провео у илегали, односно није се привремено легализовао код Владе Милана Недића, како су по инструкцијама учинили бројни четнички команданти. Командант Лепеничке бригаде Другог шумадијског корпуса је постао 17. августа, при оснивању корпуса. У децембру 1942. године је дошло до реорганизације снага, а капетан Михаиловић је 7. децембра постављен за команданта Другог шумадијског корпуса, чија је зона одговорности укључила лепенички и крагујевачки срез.
Био је међу организаторима дочека савезничке војне мисије 25. новембра 1943. године у Гружи. Присуствовао је разговору армијског генерала Драгољуба Драже Михаиловића и пуковника Била Хадсона, док су заједно слушали радио Лондон, који је лажно извештавао о четничким дејствима против Немаца, приписујући их партизанима.
Током фебруара и марта 1944. године, Милошевић је са својим корпусом водио борбе против Српског добровољачког корпуса и доживљава знатне успехе који приморавају СДК да напусти зону одговорности Другог шумадијског корпуса. Организује и пресретање немачких војних транспортера и диверзије на пругама. Његове снаге су у форми летећих бригада при 4. групи јуришних корпуса водиле борбе и покушале да зауставе партизански продор у Србију, маја 1944. године. У току лета, са својим војницима је изградио цркву-брвнару у селу Пајазитово.
На Видовдан 28. јуна 1944. године, унапређен је у чин мајора. Следећег месеца је одликован и Орденом Белог орла са мачевима. Дана 16. јула је одређен за команданта Западно-моравске групе корпуса Југословенске војске у Отаџбини са задатком да даје обезбеђење Врховној команди, али и организацији евакуације савезничких пилота са аеродрома у Прањанима.

#### Босанска голгота
У септембру бива именован за команданта 6. јуришног корпуса, састављеног од Првог и Другог шумадијског корпуса, као и Другог равногорског корпуса, а који је придодат Четвртој групи јуришних корпуса под командом потпуковника Драгослава Рачића. Са својим корпусом учествује у биткама против партизана у околини Пожеге и на Јеловој гори. Новембар је провео у борбама са немачким снагама код Краљева, на путу путу према Босни.
После пораза у бици на Зеленгори, маја 1945. године, генерал Михаиловић је наредио мајору Милошевићу да се са својим малобројним снагама врати у Србију, ради припреме устанка против комуниста. Тек у октобру успева да дође у Шумадију и највећи део времена проводи у селу Јарушице. У земуници у којој се скривао, тајно се венчао 28. априла 1946. године са Вером Арсеновић.

### Емиграција
Вест о заробљавању генерала Михаиловића, навела је мајора Милошевића да почне размишљати о емиграцији, свестан да оружани отпор у земљи више није могућ. На то се дефинитивно одлучио и 27. маја 1946]]. године, када са супругом и два пратиоца одлази у Јагодину, а одатле крећу возом према Грчкој. Илегално прелазе границу код Битоља, између 9. и 10. јуна, те одлазе у избеглички логор код Солуна.
Сазнавши где се налази, командант Југословенске војске ван Отаџбине бригадни генерал Миодраг Дамјановић је 15. септембра из логора Еболи одредио мајора Милошевића за свог опуномоћеника у пословима организације емиграната у Грчкој. Грчке власти су у априлу 1947. године Милошевића преместиле у логор код Пиреја, где на њега покушавају атентат љотићевски емигранти. Милошевић одлази у Италију октобра 1948. године, а потом илегално у британску окупациону зону у Западној Немачкој, фебруара 1949. године. Још неко време проводе у логорима код Хановера, да би у јулу 1949. године Милошевић и његова супруга отишли за Канаду. Милошевић је радио у Крајслеру и почео добро да зарађује, те се настањују у Виндзору. У емиграцији је добио кћерку Милицу (1954) и сина Горана (1959).
Пошто је успео да се снађе и обезбеди изворе прихода, посветио се националном раду. Једно време је био ангажован у Српској народној одбрани, да би касније покушао да оснује Организациони равногорски комитет за Канаду. Генерал Дамјановић га је одредио за организационог секретара Удружења бораца Краљевске Југословенске Војске „Драгољуб Михаиловић” у Канади, али је Милошевић то одбио. Када му се писмом јавио потпуковник Синиша Оцокољић Пазарац, договорио се са њим да 1952. године организују илегални излазак његовог саборца капетана Милутина Милета Милутиновића из земље. Неколико пута се сретао и са краљем Петром II Карађорђевићем, који је одредио да мајор Милошевић буде одликован Ратним крстом 1941, а који му је додељен тек након краљеве смрти 1975. године.
Од 1963. до 1966. године је био члан Епархијског савета Епархије за Америку и Канаду Српске православне цркве, када је у црквеном расколу подржао епископа Дионисија Миливојевића и Слободну Српску православну цркву.
Пензионисан је 1978. године. Наредне године је приредио Споменицу 57. класе Ниже школе Војне академије у Београду. Након смрти супруге, преселио се код сина и његове породице у Торонто 2001. године. У родно Сараново се први пут вратио новембра 2003. године, када је упознао три генерације најближих рођака који су рођени док је био у емиграцији.
Умро је 31. октобра 2009. године у Торонту. По личној жељи, сахрањен је у родном селу Саранову.

## Мемоари
Несређене мемоарске белешке мајора Милошевића, његов син Горан је 2013. године препустио историчару Немањи Девићу, који их је прегледао, средио и на крају објавио под насловом „Српска прича: Сећања из рата и револуције 1941—1945” у издању Службеног гласника.

## Одликовања
- Медаља за војничке врлине (8. април 1936);
- Медаља за војничке врлине (септембар 1940);
- Орден Белог орла са мачевима (јул 1944);
- Ратни крст 1941. (1975).

## Књиге
- Споменицу 57. класе Ниже школе Војне академије у Београду (1979);
- Српска прича: Сећања из рата и револуције (мемоари), приредио Немања Девић, Службени гласник, Београд (2020)  978-86-519-2186-8.

## Унапређења у чинове
| Потпоручник      | Поручник | Капетан друге класе | Капетан прве класе | Мајор         |
| ---------------- | -------- | ------------------- | ------------------ | ------------- |
|                  |          |                     |                    |               |
| 1. октобар 1932. | 1936.    | 1. октобар 1940.    | ?                  | 28. јун 1944. |